# Lars Froelander
Lars Arne Frölander (Boden, Suecia, 26 de mayo de 1974) es un nadador sueco retirado especializado en pruebas de estilo mariposa, donde consiguió ser campeón olímpico en 2000 en los 100 metros y campeón mundial en piscina larga en 2001.
Representó a Suecia en seis Juegos Olímpicos consecutivos: Barcelona 1992, Atlanta 1996, Sídney 2000, Atenas 2004, Pekín 2008 y Londres 2012. Siendo además el abanderado de Suecia en los celebrados en Atenas 2004.

## Carrera deportiva
En los Juegos Olímpicos de Sídney 2000 ganó la medalla de oro en los 100 metros mariposa, llegando a meta en un tiempo de 52.00 segundos que fue récord de Europa, por delante de los australianos Michael Klim y Geoff Huegill.

## Palmarés internacional
| Juegos Olímpicos                                | Juegos Olímpicos           | Juegos Olímpicos  | Juegos Olímpicos  |
| Año                                             | Lugar                      | Medalla           | Prueba            |
| ----------------------------------------------- | -------------------------- | ----------------- | ----------------- |
| 1992                                            | Barcelona (España)         | Medalla de plata  | 4 × 200 m libre   |
| 1996                                            | Atlanta (Estados Unidos)   | Medalla de plata  | 4 × 200 m libres  |
| 2000                                            | Sídney (Australia)         | Medalla de oro    | 100 m mariposa    |
| Campeonato Mundial de Natación                  |                            |                   |                   |
| Año                                             | Lugar                      | Medalla           | Prueba            |
| 1994                                            | Roma (Italia)              | Medalla de oro    | 4 × 200 m libres  |
| 1994                                            | Roma (Italia)              | Medalla de plata  | 100 m mariposa    |
| 1998                                            | Perth (Australia)          | Medalla de plata  | 100 m mariposa    |
| 1998                                            | Perth (Australia)          | Medalla de bronce | 100 m libres      |
| 2001                                            | Fukuoka (Japón)            | Medalla de plata  | 50 m mariposa     |
| 2001                                            | Fukuoka (Japón)            | Medalla de oro    | 100 m mariposa    |
| 2001                                            | Fukuoka (Japón)            | Medalla de bronce | 100 m libres      |
| Campeonato Mundial de Natación en Piscina Corta |                            |                   |                   |
| Año                                             | Lugar                      | Medalla           | Prueba            |
| 1993                                            | Palma de Mallorca (España) | Medalla de oro    | 4 × 200 m libres  |
| 1997                                            | Gotemburgo (Suecia)        | Medalla de oro    | 100 m mariposa    |
| 1997                                            | Gotemburgo (Suecia)        | Medalla de plata  | 4 × 100 m libres  |
| 1997                                            | Gotemburgo (Suecia)        | Medalla de plata  | 4 × 200 m libres  |
| 1999                                            | Hong Kong (China)          | Medalla de oro    | 100 m libres      |
| 1999                                            | Hong Kong (China)          | Medalla de oro    | 100 m mariposa    |
| 1999                                            | Hong Kong (China)          | Medalla de plata  | 4 × 100 m estilos |
| 1999                                            | Hong Kong (China)          | Medalla de bronce | 4 × 100 m libres  |
| 2000                                            | Atenas (Grecia)            | Medalla de oro    | 4 × 100 m libres  |
| 2000                                            | Atenas (Grecia)            | Medalla de oro    | 100 m libres      |
| 2000                                            | Atenas (Grecia)            | Medalla de oro    | 100 m mariposa    |
| 2002                                            | Moscú (Rusia)              | Medalla de plata  | 4 × 100 m libres  |
| 2006                                            | Shanghái (China)           | Medalla de plata  | 4 × 100 m libres  |
| 2008                                            | Manchester (Reino Unido)   | Medalla de bronce | 4 × 100 m libres  |
| Campeonato Europeo de Natación                  |                            |                   |                   |
| Año                                             | Lugar                      | Medalla           | Prueba            |
| 1993                                            | Sheffield (Reino Unido)    | Medalla de plata  | 4 × 100 m libres  |
| 1995                                            | Viena (Austria)            | Medalla de bronce | 4 × 100 m libres  |
| 1995                                            | Viena (Austria)            | Medalla de plata  | 4 × 200 m libres  |
| 1997                                            | Sevilla (España)           | Medalla de plata  | 100 m libres      |
| 1997                                            | Sevilla (España)           | Medalla de oro    | 100 m mariposa    |
| 1999                                            | Estambul (Turquía)         | Medalla de oro    | 100 m mariposa    |
| 1999                                            | Estambul (Turquía)         | Medalla de bronce | 50 m mariposa     |
| 1999                                            | Estambul (Turquía)         | Medalla de plata  | 100 m libres      |
| 1999                                            | Estambul (Turquía)         | Medalla de bronce | 4 × 100 m estilos |
| 2000                                            | Helsinki (Finlandia)       | Medalla de oro    | 100 m mariposa    |
| 2000                                            | Helsinki (Finlandia)       | Medalla de bronce | 100 m libres      |
| 2000                                            | Helsinki (Finlandia)       | Medalla de plata  | 50 m mariposa     |
| 2000                                            | Helsinki (Finlandia)       | Medalla de plata  | 4 × 100 m estilos |
| 2002                                            | Berlín (Alemania)          | Medalla de plata  | 4 × 100 m libres  |
| 2002                                            | Berlín (Alemania)          | Medalla de bronce | 50 m mariposa     |
| 2008                                            | Eindhoven (Países Bajos)   | Medalla de bronce | 4 × 100 m estilos |
| 2010                                            | Budapest (Hungría)         | Medalla de bronce | 4 × 100 m libres  |
| Campeonato Europeo de Natación en Piscina Corta |                            |                   |                   |
| Año                                             | Lugar                      | Medalla           | Prueba            |
| 2000                                            | Valencia (España)          | Medalla de oro    | 4 × 50 m libres   |
| 2000                                            | Valencia (España)          | Medalla de plata  | 100 m mariposa    |
| 2005                                            | Trieste (Italia)           | Medalla de oro    | 50 m mariposa     |